# Frankrijk op het Eurovisiesongfestival 1992
Frankrijk deed in 1992 voor de vijfendertigste keer mee aan het Eurovisiesongfestival. In de Zweedse stad Malmö werd het land op 9 mei vertegenwoordigd door Kali met het lied "Monté la riviè". Ze eindigde met 73 punten op de 8ste plaats.

## Nationale voorselectie
Net zoals het voorbije jaar, koos men ervoor om een interne selectie te houden.
Men koos voor de zangeres Kali met het lied "Monté la riviè".

## In Malmö
In Zweden moest Frankrijk optreden als 6de, net na Griekenland en voor Zweden. Op het einde van de puntentelling werd duidelijk dat Frankrijk de 8ste plaats had gegrepen met 73 punten.
Men ontving twee keer het maximum van de punten.

### Gekregen punten
Van Nederland en België ontving het respectievelijk 6 en 0 punten.

#### Finale
| 12 punten              | 10 punten   | 8 punten                       | 7 punten  | 6 punten                      |
| ---------------------- | ----------- | ------------------------------ | --------- | ----------------------------- |
| - Israël - Zwitserland | - Noorwegen |                                | - Finland | - Italië - Nederland - Spanje |
| 5 punten               | 4 punten    | 3 punten                       | 2 punten  | 1 punt                        |
| - Ierland              |             | - Cyprus - Duitsland - Turkije |           |                               |

### Punten gegeven door Frankrijk

#### Finale
Punten gegeven in de finale:
| 12 punten | Italië              |
| 10 punten | Verenigd Koninkrijk |
| 8 punten  | Israël              |
| 7 punten  | Griekenland         |
| 6 punten  | Spanje              |
| 5 punten  | Joegoslavië         |
| 4 punten  | Nederland           |
| 3 punten  | België              |
| 2 punten  | Cyprus              |
| 1 punt    | Zweden              |